# Zamek książąt mazowieckich w Płocku
Zamek książąt mazowieckich w Płocku – wzniesiony na początku XIV wieku przez Bolesława II mazowieckiego i rozbudowany przez Kazimierza Wielkiego. Do 1495 roku siedziba książąt mazowieckich, następnie przebudowany przez zakon benedyktynów. 
W drugiej połowie XVI wieku zamek królewski położony w powiecie płockim województwa płockiego.
Badania archeologiczne na Wzgórzu Tumskim w Płocku potwierdzają obecność osadnictwa pod koniec X wieku. Za lokalizacją grodu w tym miejscu przemawiało dogodne usytuowanie na skrzyżowaniu szlaków handlowych, również ukształtowanie i znaczne wypiętrzenie skarpy wiślanej (ponad 40 m nad lustro wody). Gród miał umocnienia drewniano-ziemne a wały miały konstrukcję skrzyniowo-przekładkową, a jego wzrost znaczenia przypuszczalnie doprowadził do upadku grodu w Proboszczewicach. Rozbudowa grodu miała miejsce pod koniec XI wieku za panowania Władysława Hermana, gdy powstała na jego terenie romańska katedra. W 1 połowie XII wieku zastąpiła ją katedra zbudowana przez biskupa Aleksandra z Malonne. Po zniszczeniu grodu przez Litwinów w 1262 roku, odbudował go Bolesław Pobożny.
W 2 połowie XIII wieku Bolesław Pobożny lub Bolesław II mazowiecki zbudował na terenie drewniano-ziemnego grodu kamienną wieżę-donżon, której pozostałości znajdują się pod Wieżą Zegarową (dawniej kamienna wieża była błędnie uznawana za relikt zabudowy z czasów Władysława Hermana). Nie jest wykluczone, że już w czasach Bolesława II (zm. 1313) zbudowano Wieżę Szlachecką i Wieżę Zegarową i łączący je mur. W lipcu 1327 roku miasto i być może zamek zajął Władysław Łokietek, a w 1329 roku przed wojskami czeskimi i krzyżackimi bronił się w zamku książę Wacław. W XIV wieku król Kazimierz Wielki wzmocnił zamek budując dwa pierścienie ceglanych murów obronnych, dostosowanych kształtem do nieregularnego wzgórza. Po rozbudowie zamek w Płocku był Ważniejsza część zamku – reprezentacyjna – określana była jako castrum. W obrębie murów znajdował się dom mieszkalny władcy, jednak do tej pory nie odkryto jego pozostałości. Wieża Szlachecka (nazywana początkowo Wielką lub Wysoką), przez którą prowadziła po moście zwodzonym brama do zamku, pierwotnie była wyższa, ale została obniżona w 1796 roku. W wieży tej mieściło się też więzienie.
Wieża Zegarowa została zbudowana na murach wcześniejszej kamiennej wieży mieszkalnej. Wieża ta została nadbudowana niedługo przed 1492 rokiem w celu umieszczenia w niej dzwonów katedralnych i wtedy też dodano do niej nową kondygnację z wieżyczkami, oraz nieco później, w połowie XVI wieku, murowany aneks na klatkę schodową ze szczytem i zegarem, od której otrzymała nazwę. Barokowy hełm wieża otrzymała w latach 1723–1735. Oprócz bramy do zamku można było dostać się przez dwie furty, od strony Wisły i obok katedry.
Zamek był rezydencją książąt mazowieckich do 1495 roku, gdy po śmierci Janusza II wszedł w skład dóbr objętych przez polskiego króla Jana I Olbrachta, który przybył na zamek w sierpniu. W 1509 i 1517 roku Zygmunt I Stary polecił staroście wyremontować zamek, co komisja królewska skontrolowała w 1530 roku potwierdzając dobry stan zespołu zamkowego. W 1532 południowa część zamku ze stojącym w międzymurzu budynkiem mieszkalnym wykorzystywanym przez władców uległa częściowemu zniszczeniu w wyniku obsunięcia się skarpy podmytej przez Wisłę. W 1538 król Zygmunt Stary przekazał północno-zachodnią część zamku na potrzeby opactwa benedyktynów. Powstały w tym miejscu kościół św. Wojciecha i barokowy zespół budynków konwentu w znacznym stopniu zmienił wygląd zamku. Nowy wjazd na zamek umieszczono obok dawnej bramy od strony zachodniej i prowadził on przez most wspierający się na pięciu murowanych filarach. W 1552 roku na jeden dzień na zamek przybył król Zygmunt August i w tym samym roku przebywała na nim z córkami królowa Bona. Czterokrotnie na zamku przebywał Zygmunt III Waza.
Zamek został zniszczony podczas potopu szwedzkiego w latach 1655–1660. Ponownie został zniszczony w czasie III wojny północnej w 1705 roku podczas szturmu wojsk rosyjskich na broniący się w nim szwedzki garnizon. Po tych wydarzeniach zamek został opuszczony przez zakonników w 1781 roku, a otaczające go ceglane mury na przełomie XVIII i XIX wieku zostały rozebrane przez Prusaków, pozostawiając resztę zabudowań, z których korzystało seminarium duchowne. W roku 1866 budynki skonfiskowały władze carskie i utworzyły w nim gimnazjum żeńskie. Po I wojnie światowej obiekt stał się ponownie własnością Kościoła. Utworzono w nim szkołę organistowską oraz mieszkania prywatne. Obecnie jest siedzibą Muzeum Diecezjalnego w Płocku i Kurii Diecezjalnej.
Z dawnej siedziby Piastów mazowieckich pozostały obie wieże Zegarowa i Szlachecka oraz zachodnia ściana opactwa będąca fragmentem gotyckiego muru obronnego o 2,5m grubości. Wpisane są do rejestru zabytków wraz z budynkami dawnego opactwa benedyktyńskiego.

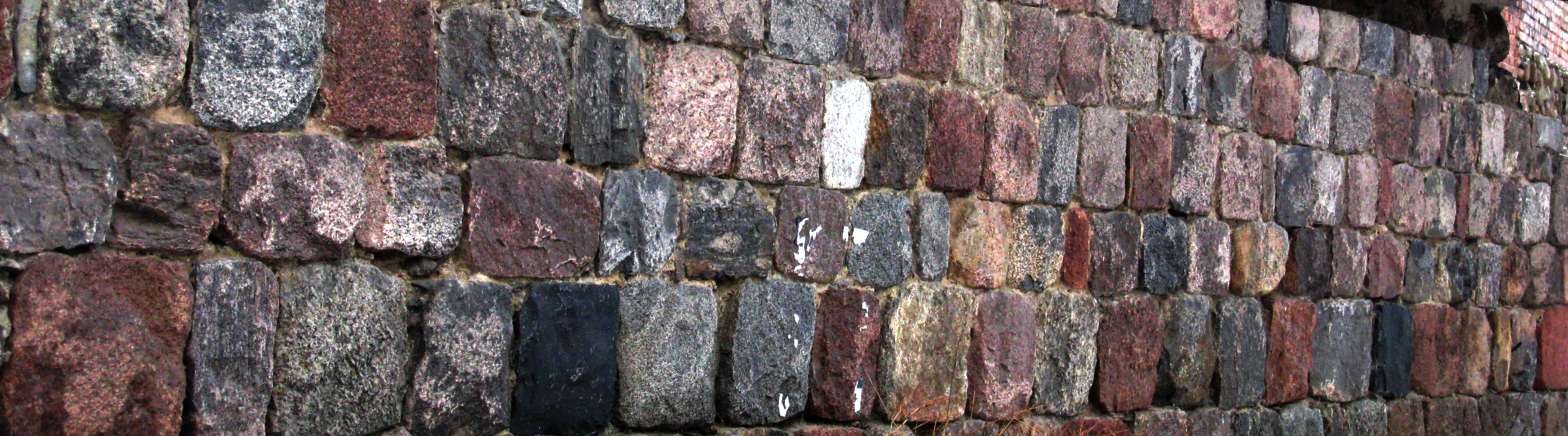
Kamienny mur romański z XII lub XIII wieku pod Wieżą Zegarową
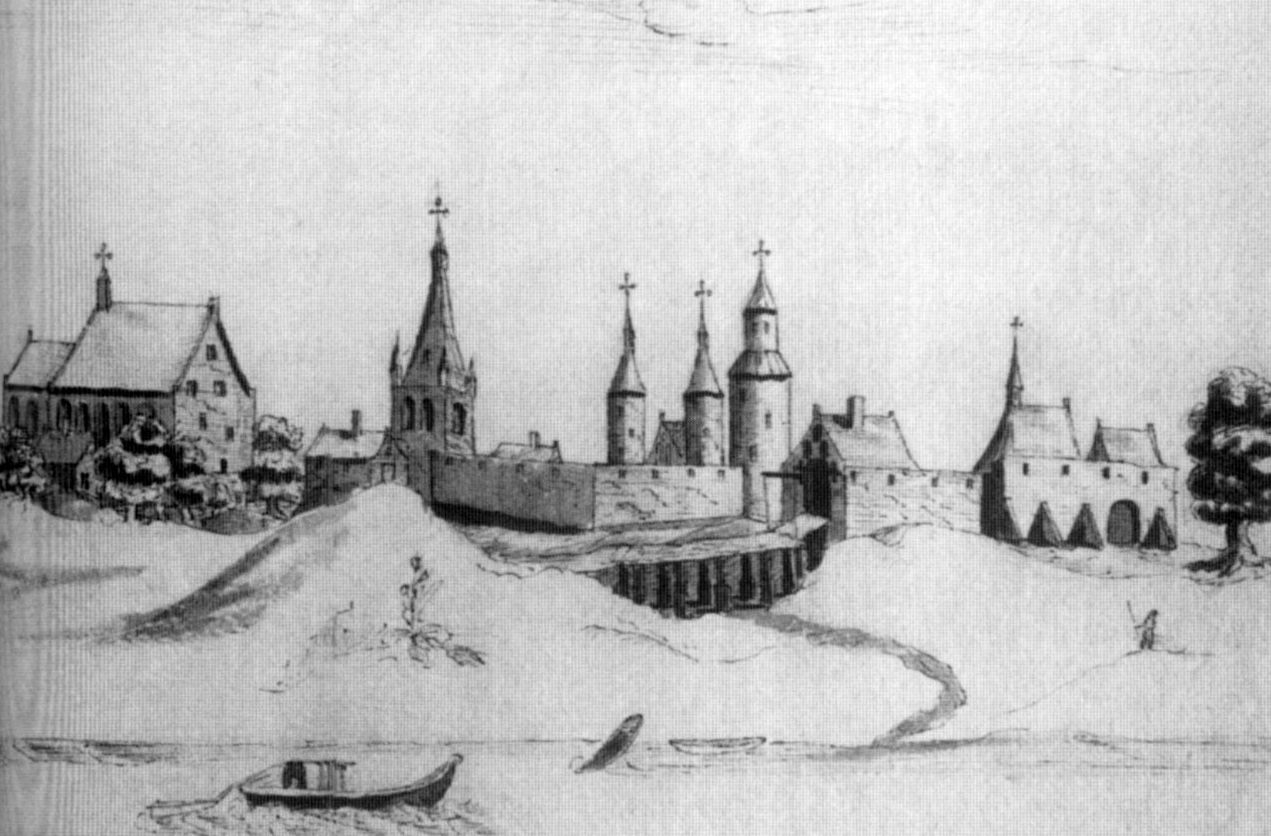
Zamek w Płocku w 1627 r., wg A.Boota
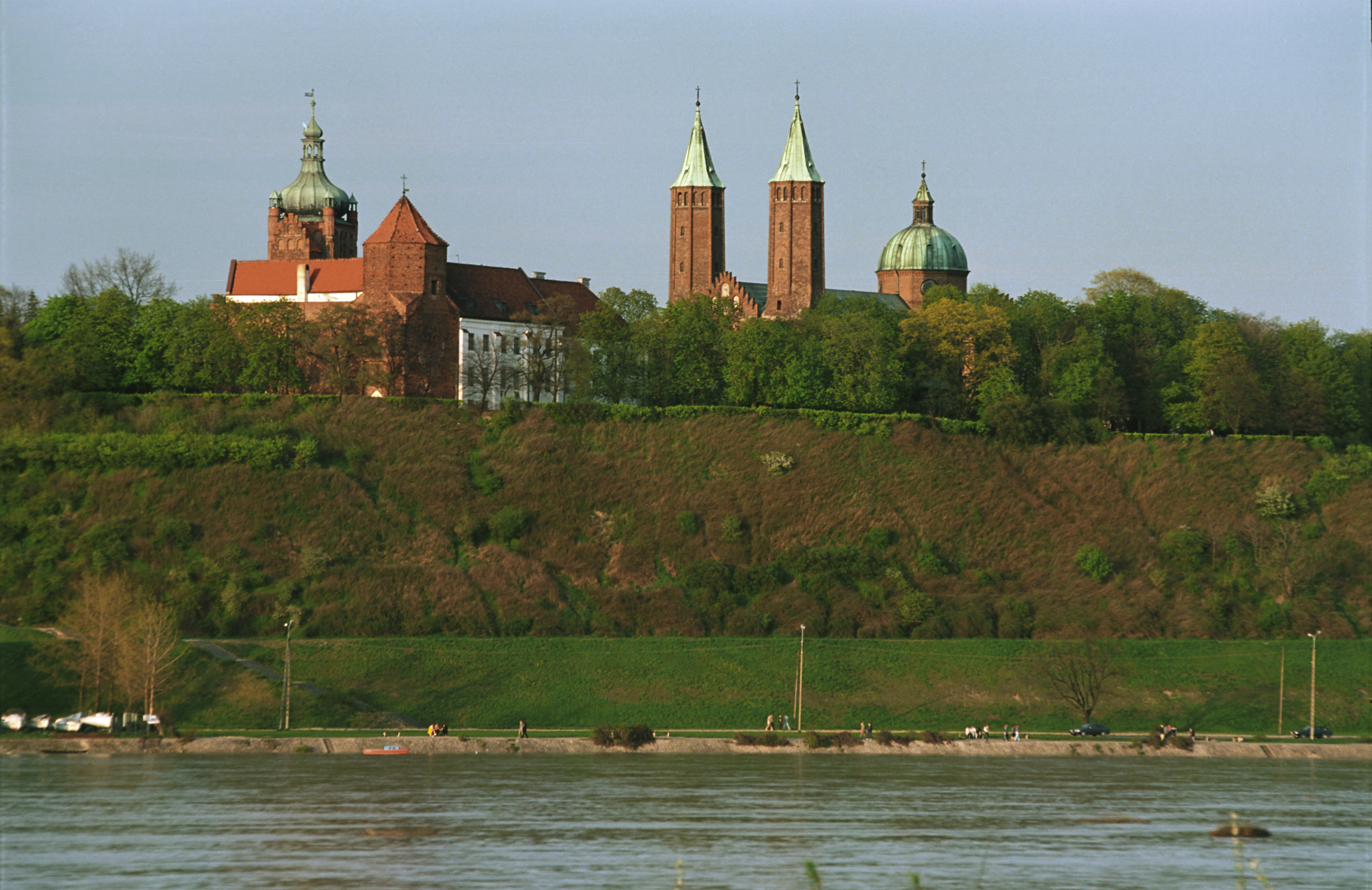
Wzgórze Tumskie z katedrą
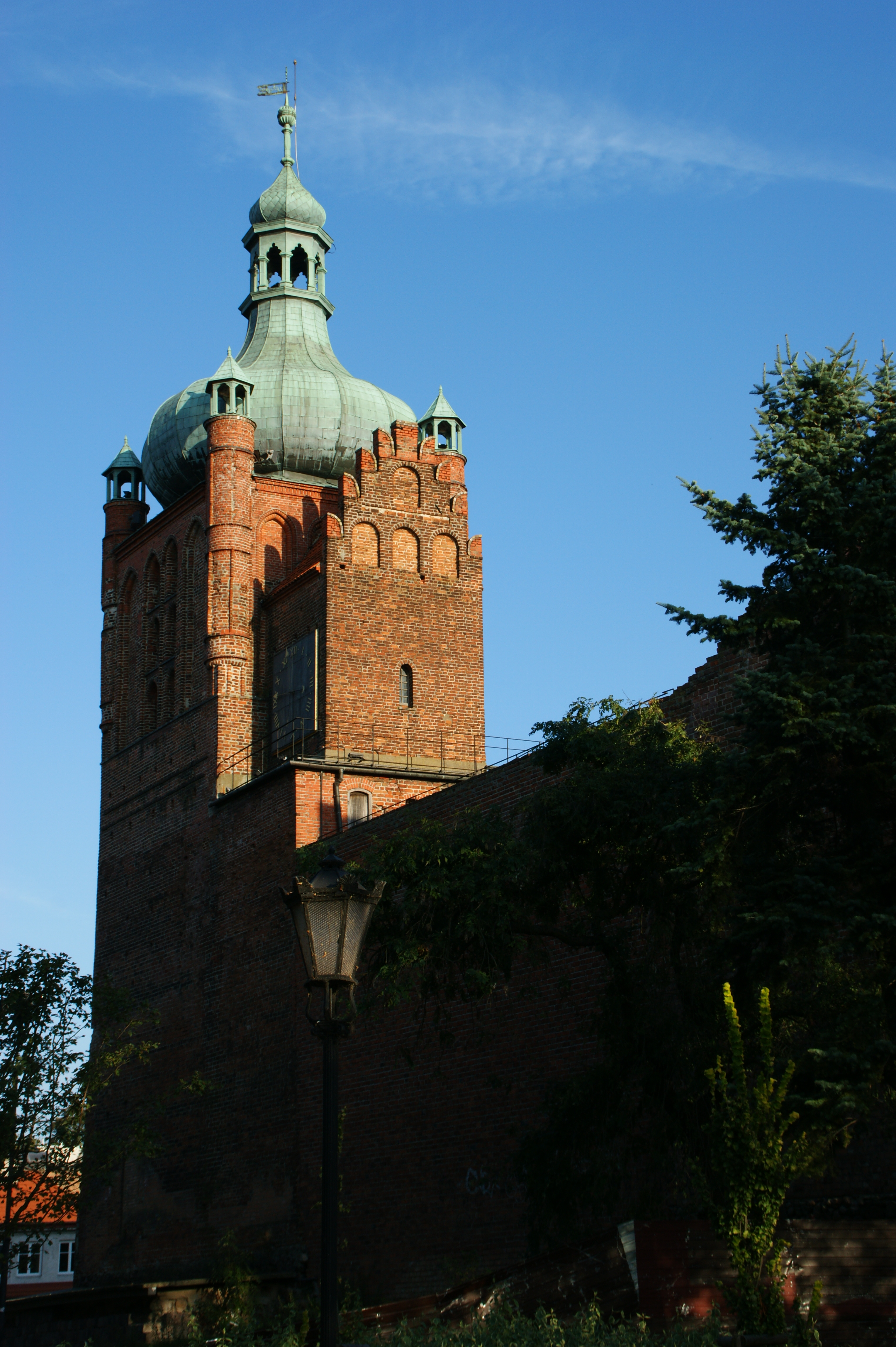
Wieża Zegarowa
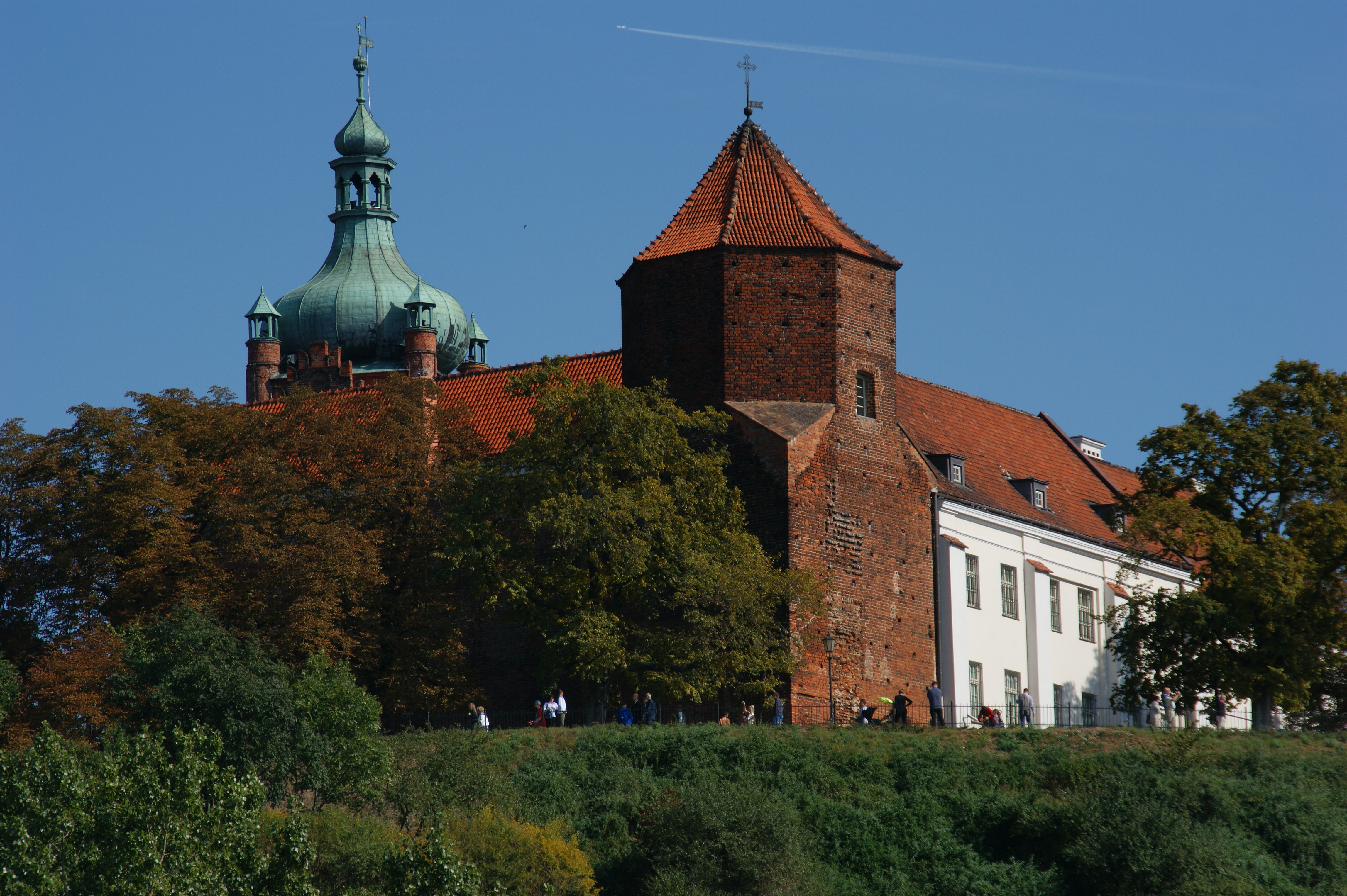
Wieża Szlachecka
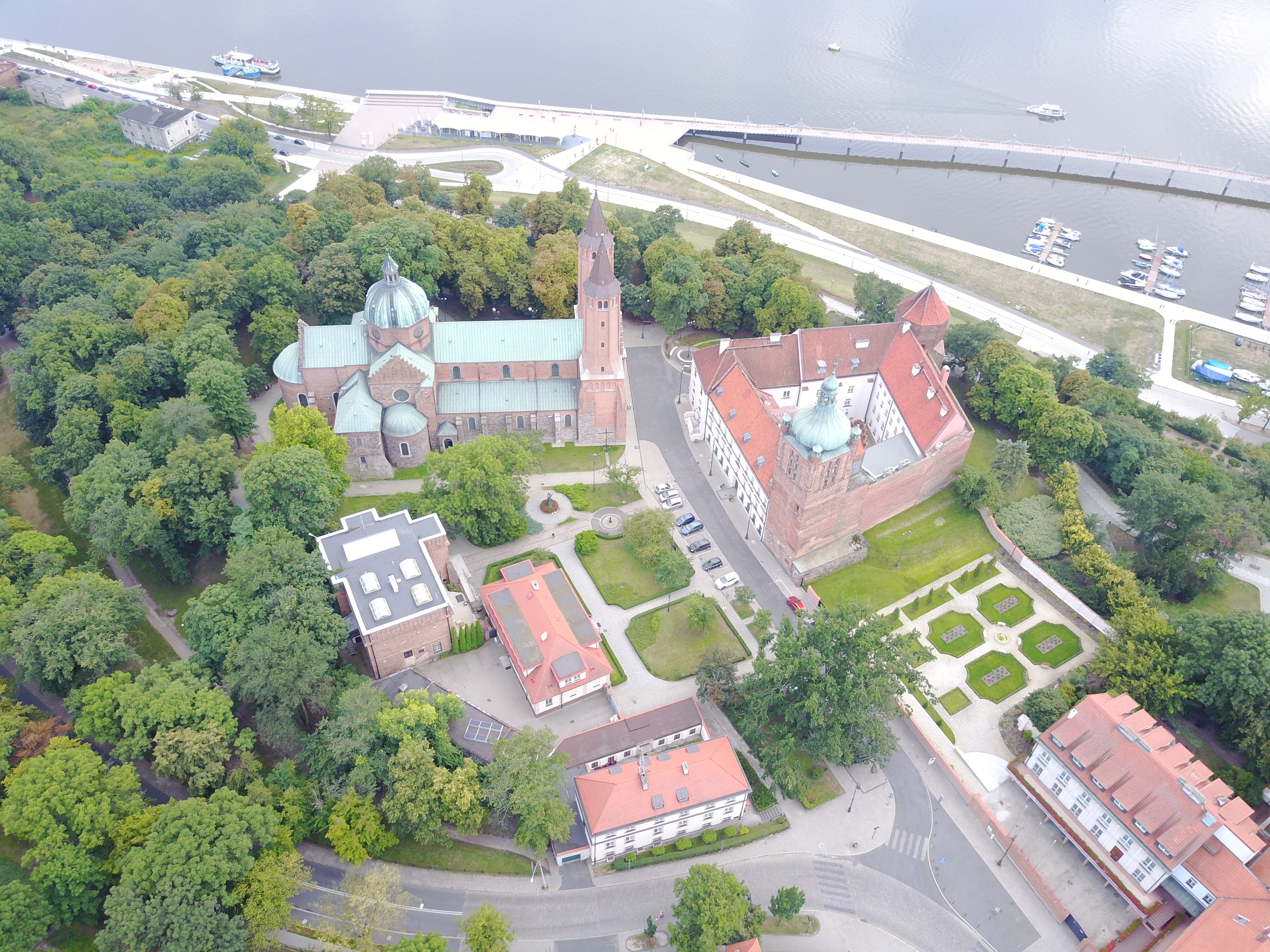
Wzgórze Tumskie